# Bakouma
Bakouma est une localité et une commune du sud-est de la République centrafricaine, chef-lieu de sous-préfecture de la préfecture du Mbomou.

## Géographie

### Situation
La localité se situe à 130 km au nord du chef-lieu de préfecture Bangassou et à 864 km à l'est de Bangui.
| Daho-Mboutou, Kotto | Daba-Nydou   | Yalinga           |
| Siriki              | Bakouma      | Rafaï             |
| Gambo               | Sayo-Niakari | Voungba-Balifondo |

### Villages
La commune est constituée de 63 villages en zone rurale recensés en 2003 : Badonabi, Bakelessapo, Banabongo, Bangassou Kouanga, Bangassou-Weigbo, Bayele, Dongola, Fadama 1, Fadama 2, Fadama 3, Fadama 4, Gbaliguini, Guitakoulougba, Idjama, Kanakini, Kaoussa, Kitika, Kpingo-Kpingo, Kpingo-Yangue, Labasso-Ndouce, Lavougba, Layangba, Lengo (1 et 2), Madiqui, Magaza, Magbazia, Maliko, Mamadou, Mami, Mamiyo, Mbapia, Mbariganda, Mbringa-Dette, Morou, Ndambissoua, Ndanda, Ndouce-Dongobe, Ngbangbai, Ngboto, Ngongo, Nguerefara, Noukoussa, Nzacko 1, Nzacko 2, Nzacko 5, Nzacko 7, Nzacko 8, Ouago, Ouanda, Panza, Passiki, Peulhs, Pia, Songba, Yangou-Hoda, Yanikao, Zabe, Zacko 10, Zacko 3, Zacko 6, Zacko 9, Zime, Zongo.

## Histoire
Le poste colonial de Bakouma, est fondé par le Commandant supérieur du Haut-Ubangui-Bomu belge Georges-Adolphe Balat et le Capitaine Le Marinel en septembre 1892. Il demeure sous contrôle belge jusqu'en 1894. Le poste français est occupé en 1913, puis rattaché à Yalinga. La subdivision de Bakouma-Zako est instaurée en 1917 puis supprimée en 1919, pour être rattachée à la subdivision de Bangassou.
En 1931, la société cotonnière Comouna installe une usine d'égrenage à Bakouma. Le 16 octobre 1946, est institué le district de Bakouma. Puis le 23 janvier 1961, la République centrafricaine érige Bakouma en Sous-préfecture du Mbomou.

## Administration
La sous-préfecture de Bakouma constitue une circonscription électorale législative depuis 1993.
| Date d'élection | Identité                       | Parti       |
| --------------- | ------------------------------ | ----------- |
| 1993            | Jeanne-Marie Ruth-Rolland      | PRC         |
| 1998            | Jean Baketo                    | PUN         |
| 2005            | Alima Diarra                   | indépendant |
| 2011            | Alima Diarra                   | KNK         |
| 2016            | Gabin Dieudonné Mboli Fouefelé | RDC         |

## Économie

### Gisement d'uranium

#### Découverte et première exploitation
En 1949, le gisement d'uranium de Bakouma est découvert par le Commissariat à l'énergie atomique, dont la capacité est estimée à 32 000 tonnes.
En 1963 ont lieu les premières études sur la viabilité du gisement.
En 1969 est créée, par l'État centrafricain, le CEA et la CFMU (Compagnie française des minerais d'uranium), la Compagnie des mines d'uranium de Bakouma (URBA). En 1971, l'exploitation de l'uranium s'arrête pour des raisons économiques.

#### Tentative de relance et nouvel abandon
En mai 2006, la société UraMin acquiert pour 27 millions de dollars trois permis miniers centrafricains à Bakouma dont elle détient 90 % des parts. Les 10 % restants sont conservés par le gouvernement centrafricain. Une convention minière a été signée, garantissant au projet des taxes fixes pendant 25 ans. Uramin achemine par avion 70 tonnes de matériel destiné à la création d'un camp de base pour effectuer des forages. 
En 2007, le groupe nucléaire français Orano (anciennement Areva) prend possession d'UraMin et de ses permis miniers. Selon Le Monde diplomatique, un cadre de l'entreprise resté anonyme aurait indiqué que, dès 2009, le gisement était sur le point d'être abandonné.
Fin octobre 2011, le directeur de la branche minière d'Orano (alors appelé Areva), Sébastien de Montessus, s'est rendu à Bangui pour informer le président de Centrafrique, François Bozizé, du gel du projet de la mine d'uranium de Bakouma. Les raisons invoquées sont la baisse du cours de l'uranium consécutive à la catastrophe de Fukushima, les problèmes de rentabilité du site dont le bilan présente des pertes.
En juin 2012, des rebelles ont attaqué une partie du gisement d'uranium de Bakouma. Selon les sources, il s'agit de soldats de l’Armée de résistance du Seigneur (LRA) de Joseph Kony ou du Front populaire pour le redressement dirigé par Baba Laddé. Dans une enquête publiée dans Le Monde diplomatique, il est révélé qu'avant l'attaque, le directeur du site minier avait « ordonné l'évacuation de tous les documents sensibles, ainsi que des personnels qualifiés ». Les habitants décrivent ensuite le déroulement de celle-ci : le chef du camp aurait « accompagné les rebelles jusqu'au gisement » et leur aurait dit de piller ce qu'ils voulaient tout en ordonnant à la compagnie de sécurité de ne pas tirer. Selon les autorités centrafricaines, cet assaut n'a provoqué aucune victime mais seulement quelques dégâts matériels.
Les projets d'extraction de l'uranium de l'entreprise française Areva ont été abandonnés à la fin de l'année 2012. En mai 2015, Arte a diffusé des images exclusives du site UraMin de Bakouma lors d'une enquête menée avec des journalistes de Slug News et de Hexagones.fr. Selon un scientifique spécialiste de l’atome interviewé dans ce reportage, les populations locales courent un risque de contamination. En février 2016, des révélations de Wikileaks mettent en cause Areva qui n'aurait pris aucune des mesures de radioprotection élémentaires pour protéger ses travailleurs des dangers de l'uranium.
Le Parquet national financier français ouvre une information judiciaire en 2015, portant sur d'éventuelles commissions occultes versées par le groupe nucléaire français Areva à l’État centrafricain. Le directeur de la branche minière d'Orano ainsi qu'un homme d'affaires ayant servi d'intermédiaire ont été mis en examen pour corruption en 2018 et 2019.

## Éducation et santé
La commune compte neuf écoles recensées en 2015 : F1 de Bakouma A et B, école associée catholique Saint André à Bakouma, Banabongo, Zimie, Labakeze, Konon, Fadama, Nzako et Ndanda.

## Transports
La localité dispose d'une piste d'aérodrome de 1 200 m, (code AITA : BMF), (code OACI : FEGM).

## Religion
La localité est le siège de la paroisse catholique Saint André de Bakouma, rattachée au diocèse de Bangassou.